# Divino Vivas
Divino Vivas, cuyo nombre real era Divino Edison Vivas Ferrada  (Uruguay, 15 de junio de 1928-ibídem, 20 de octubre de 2007), fue un actor y director teatral uruguayo que hizo su carrera en Argentina.

## Carrera
Fue un artista iniciado en el teatro uruguayo y que viajó desde su país natal a la Argentina en la década de 1980,  donde comenzó siempre en roles secundarios en el teatro, para luego expandirse al cine y a la televisión.
El origen del Divino era la murga montevideana, donde curtió su figura en diversas murgas. En Argentina siguió con su pasión integrando la murga tipo montevideana.
Destacado actor cómico secundario se caracterizaba por estado físico extremadamente flaco y siempre con un aspecto de poca salud y hablando con la “sh”.
Además de hacer cine, teatro y televisión, filmó algunos cortometrajes y participó en videoclips de cantantes como Chico Novarro con el tema "Obelisco" de 1995.
A fines de los años 1980, participó de un cortometraje cómico con varios ensayos llamado Los cómicos más pícaros del mundo junto con Larry, Mario Fortuna, Leonardo Raskin, Ángela Astore, José María Orsi, Danilo Doglioli, El "chango" Sosa, Esther Bari, entre otros.

## Filmografía
- 1980: Toto Paniagua, el rey de la chatarra
- 1981: Las mujeres son cosa de guapos
- 1982: Esto es vida
- 1988: La clínica loca
- 1990: Flop
- 1991: Trolos, sordos y locas
- 1996: El dedo en la llaga
- 2003: Vivir intentando
- 2004: Historias breves[4]

## Televisión
- 1970   { ( Jaujarana ) ( Canal 4 montecarlo )
- 1981: Comicolor
- 1982/1983: Los Rapicómicos
- 1986: Hiperhumor[5]
- 1988: Shopping Center
- 1988: Zapping
- 1989: Hperhumor
- 1997: Archivo negro
- 2000: Primicias
- 2000: Ilusiones
- 2002/2003: Los simuladores[6]

## Teatro
- Discepoleando
- Si te tocan el pito es orsay
- Manikómicos (2003), en la que trabajó como actor y director.[7]
- Manikómicos 2 (2005)